# ローラカイザー
『ローラカイザー』は、高河ゆんによる漫画。

## あらすじ
5千年に1度の繁殖期が来た天界だが、唯一の女である夕子はあかざと共に地獄（地球）へ降りてしまう。ささめはねねの魂を取り返すために、あかざを追って地獄（地球）へと向かう。
第4話と第5話との間に1年間の執筆活動休止期間があり、その前と後では用語の用途の違い、設定の矛盾がある。

## 登場人物
ささめ
天界の男。醜い姿の持ち主でねねだけが相手にしてくれた。ねねが自殺する際、彼女は自分の死体をささめに譲り、ねねの死体に憑いたささめは美しい男の容姿になった。だが、ねねの肉体と魂を合わせ彼女を生き返らせるために、彼女の魂を持つあかざを追い地獄（地球）へと降りる。地獄（地球）でねねの肉体はささめに強力な力をもたらす。
あかざ
天界の男。ささめを憎み傷つけること以外には関心がない。ねねに愛されていたため彼女から魂を渡される。ねねの魂は地獄（地球）へ降りたあかざを強力にし、あかざを守った。天界の男は、地獄（地球）の鬼（人間）よりも醜い容姿だがあかざは非常に美しい容姿を持つ。
ねね
天界で二人だけの女の一人だった。あるきっかけで自殺したのち、肉体はささめに魂はあかざに渡した。ささめをとても大切に思いあかざを愛していた。五千年前の繁殖期には、大王との間に多くの子孫を産んだ。
遠藤 久美子 （えんどう くみこ）
地獄（地球）でささめと出会った鬼（人間）。高校一年生。ボク少女。美しいささめに恋愛感情を抱く。ささめと一緒にいた為に数奇な運命を辿ることになる。
夕子 （ゆうこ）
ねねが死んだのち天界唯一人の女となった。大王の許嫁であり、繁殖期に大王の花嫁となって子孫を産む使命だったが、あかざを愛して共に地獄（地球）へと脱走した。天界の者の寿命は数千年だが、繁殖行為をしなかった天界の女の寿命は数十年となり、老いて死ぬ。
大王 （おおきみ）
天界の王。大王のみが繁殖行為を行え、女を花嫁に出来る。あかざに夕子を連れ去られ、五千年に一度の繁殖が不可能になるのを防ごうと、あかざに追っ手を差し向ける。
香山 真希 （かやま まき）
地獄（地球）の鬼（人間）。久美子の同級生。不老不死を願い、魔女になりたがっている。久美子と同じ土地に生まれ、生年月日と血液型も同じ。

## 魔獣の来る夜
「別冊ぱふ'92 AUTUMN 高河ゆん完全特集」の対談で、高河ゆんの作品では『ローラカイザー』を好むと発言していた栗本薫が二次創作小説を書き、同人誌として発表されていたものの単行本化。高河ゆんがイラストを20枚描き下ろしている。
あんず堂より2001年8月20日発売。ISBN 4-87282-802-X

## 書誌情報
高河ゆん『ローラカイザー』〈秋田書店・プリンセスコミックス〉全4巻
1. 1989年8月発売、ISBN 4-253-07542-8
2. 1992年5月発売、ISBN 4-253-07543-6
3. 1993年1月発売、ISBN 4-253-07544-4
4. 1994年1月発売、ISBN 4-253-07491-X